# Cruzeiro do Iguaçu
Cruzeiro do Iguaçu ist ein brasilianisches Munizip im Südwesten des Bundesstaats Paraná. Es hat 4.133 Einwohner (2022), die sich Cruzeirenser nennen. Seine Fläche beträgt 163 km². Es liegt 482 Meter über dem Meeresspiegel.

## Etymologie
Dois Vizinhos: Bei seiner Ankunft 1936 bemerkte Atanásio da Cruz Pires die Existenz eines Flusses, direkt neben dem Fluss, auf dem er gekommen war. Er nannte sie Dois Vizinhos, da diese Flüsse seine einzigen Nachbarn waren, nämlich der Rio Chopim und der Rio Iguaçu. Aufgrund des Wildreichtums wurde begonnen, die erbeuteten Tiere zu häuten und das Leder in Vila Nova, dem heutigen Pato Branco, zu verkaufen. Beim Verkauf bezeichnete Atanásio sich als Einwohner von Dois Vizinhos. Die reichlich angebotenen Häute erregten die Aufmerksamkeit der Käufer, was wiederum Jäger anzog und sie dazu veranlasste, das Gebiet Dois Vizinhos zu nennen.
Rio Canoas: Der Name Rio Canoas, der die Grenze zwischen den Munizipien Cruzeiro do Iguaçu und Boa Esperança do Iguaçu markiert, ist das Ergebnis des Fundes eines Timbaúva-Baums am Flussufer, aus dem Atanásio ein Kanu von zwölf Metern Länge und einem Meter Breite baute. Das Kanu konnte zwei Karren Mais transportieren, also zwölf Säcke mit Maiskolben.
Rio Doze Antas: Einmal wurden bei einer eintägigen Jagd zwölf Tapire erlegt. Es wurde nur das Fell verwendet, das Fleisch wurde ins Wasser geworfen. Daraufhin wurde dieser Canoas-Nebenfluss Rio Doze Antas (Zwölftapirfluss) genannt.
Rio und Povoado Miserável: Während einer heftigen Regenzeit zog Atanásio mit seinen Söhnen am Ufer des Iguaçu und des Chopim bis zum heutigen Rio Divisor entlang. Sie blieben dort mehrere Tage, ohne Fische oder Wild zu fangen. Da sagte der alte Patriarch: „Dieser Ort ist so erbärmlich, dass wir nicht einmal jagen und fischen können. Von nun an werden wir nur noch so viel Wild töten, wie wir auch verzehren können“. Er betrachtete diese Episode als Strafe für den Tod der zwölf Tapire, die sie in den Fluss geworfen hatten. Aufgrund dieses Ereignisses nannte er den Fluss Miserável und später entstand mit dem Zuzug weiterer Einwohner das Povoado Miserável (Elendsdorf).
Rio Divisor: Mit der Emanzipation von Pato Branco und Francisco Beltrão in den 1950er Jahren wurde der Fluss in Rio Divisor umbenannt. Denn er trennte die beiden Gemeinden. Außerdem wurde der Name des Povoado Miserável am linken Ufer geändert.
Cruzeiro do Iguaçu: Beim Bau der Zufahrtsstraße nannte der Leiter der Straßen- und Bauverwaltung (Roberto Grando) den Ort Cruzeiro do Iguaçu, weil er den Namen Povoado Miserável seltsam fand.

## Geschichte

### Niederlassung von Posseiros
Die endgültige Besiedlung des Bundesstaates Paraná begann im Jahr 1930. Im Südwesten, der zum Território do Iguaçu gehörte, siedelten sich in den 1930er und 1940er Jahren die ersten Posseiros (legale Landbesetzer ohne verbrieftes Eigentum) an.
Im Jahr 1936 kam der Catarinenser Atanásio da Cruz Pires aus Barro Preto, dem heutigen Coronel Vivida, mit der Absicht, Zuckerrohr und Zitrusfrüchte, insbesondere Orangenbäume, anzubauen. Er machte sich auf die Suche nach einem geeigneten Ort für den Anbau dieser Pflanzen.
Er brach von Vista Alegre (heute der für seinen Einschlagkrater bekannte Distrikt von Coronel Vivida) auf und fuhr den Rio Chopim in einem Boot hinab. Nach einer tagelangen Reise erreichte er einen Abschnitt mit Stromschnellen und Wasserfällen. Er baute eine Hütte und kehrte nach Barro Preto zurück, um seine Familie zu holen. Er hielt den Ort für ideal, um Obst anzupflanzen, und legte an der Mündung des Chopim eine Orangenpflanzung an, die bis heute als Laranjal do Pires bekannt ist. Der Flussweg war der schnellste und praktischste Verkehrsweg in die Zivilisation.
Das von Wald bedeckte Gebiet musste gerodet werden, um die ersten Bewohner unterzubringen. Sie kamen auf der Suche nach fruchtbarem Land und einer vielversprechenden Zukunft für ihre Familien. Der Zugang wurde nach und nach hergestellt. Wege und Pfade wurden mit Pickel und Schaufel gebaut, Land für Bauernstellen gerodet und Grundstücke abgegrenzt. Die neuen Verkehrsmöglichkeiten erleichterten die Ankunft neuer Bewohner.
Um ihre Familien zu ernähren, nutzten die Bewohner das, was die Natur in einer von Urwald bedeckten Region reichlich zu bieten hatte: Jagd und Fischfang.

### Pioniere
Atanásio nahm ein Gebiet von etwa 8060 Hektar in Besitz, das vom Ufer des Rio Chopim bis hinunter zum Rio Canoas und hinauf zum Rio Divisor reicht. Sein Reich umfasste mehr als das halbe Gebiet des Munizips Cruzeiro do Iguaçu. Nach vier oder fünf Jahren kam der zweite Bewohner, Felipe Gaudinski, der aus Rio Grande do Sul geflohen war, nachdem er in eine Schlägerei verwickelt worden war. Er flüchtete sich in den Busch, ohne zu wissen, wohin er gehen sollte, und versteckte sich in einem Umzugslaster. Auf dem Weg in den Wald lernte er Atanásio kennen. Von ihm kaufte er ein Stück Land und ließ sich an einem Ort nieder, der später Vila do Rosário genannt wurde; heute ist er vom Salto Caxias-See überflutet.
Der dritte Bewohner war Graciliano Tertuliano Dias, bekannt als João Padilha. Er richtete die erste Fähre über den Iguaçu ein. Mit ihr wurden gestohlene Pferde übergesetzt, die von zwei Typen namens Gregório Pitoco und Bernardo Caroço aus Santa Catarina gebracht und im heutigen Quedas do Iguaçu und Laranjeiras do Sul verkauft wurden. Nach kurzer Zeit ergriff die Polizei von Clevelândia die notwendigen Maßnahmen und versenkte das Floß.
Es kamen weitere Bewohner, die ein Stück Land erwarben, wie die Familie Grassi (1957), Miranda (1955), Vieira und Ricardo Ferreira. Es wurden Wege angelegt und Landflächen aufgeteilt, die von den Pionieren an die Menschen verkauft wurden, die nach und nach in das Gebiet kamen. Diese Höfe wurden auf der Grundlage von Tauschgeschäften gehandelt: Karren, Waffen, Tiere und andere Waren.
Die Lebensbedingungen der Bevölkerung waren insbesondere wegen der schlechten Verkehrswege prekär. Ein größerer Zustrom von Migranten erfolgte 1957, als viele Familien aus dem Gebiet von Pato Branco kamen, um vor den von den Immobiliengesellschaften angeheuerten Bewaffneten zu fliehen, was zum Aufruhr der Posseiros führte. In Cruzeiro do Iguaçu selbst wurden keine Vorfälle registriert. Vielmehr gab es nur einige Männer, die nach Dois Vizinhos und Francisco Beltrão fuhren, um an den Zusammenkünften teilzunehmen.

### Besiedlung
Das heutige Gebiet von Cruzeiro do Iguaçu entstand aus der Gleba Chopim (zu Pato Branco) und der Gleba Missões (zu Francisco Beltrão). Diese waren durch den Rio Divisor voneinander abgegrenzt, der dem Distrikt von Francisco Beltrão den Namen gab. Divisor (Colônia das Missões) gehörte zum Zeitpunkt der Eröffnung der ersten Zufahrtsstraße zu Francisco Beltrão.
In den 1960er Jahren verstärkte sich der Zuzug neuer Einwohner durch den Bau eines Kraftwerks (das inzwischen vom Salto Caxias-See überflutet wurde) und einer Brücke über den Iguaçu, die bei der Überschwemmung am 28. August 1972 zusammenbrach. Eine zweite Brücke an dieser Stelle wurde durch die Flut vom 9. Juli 1983 zerstört.
Das Stadtgebiet von Cruzeiro do Iguaçu wurde 1972 geplant, als der Grupo Executivo Para as Terras do Sudoeste do Paraná (Getsop) die Straßen und die 64 mit Buchstaben und Zahlen gekennzeichneten Blöcke einzeichnete. Erst 1994 wurden die Planquadrate durch Namen von Pionieren und anderen Bezeichnungen ersetzt. Darüber hinaus wurde ein neues Gebiet von 24.200 m² für 30 Häuser der Companhia de Habitação do Paraná (COHAPAR) ausgewiesen.

### Erhebung zum Munizip
Cruzeiro do Iguaçu wurde durch das Staatsgesetz Nr. 9232/90 vom 26. April 1990 aus Dois Vizinhos ausgegliedert und in den Rang eines Munizips erhoben. Es wurde am 1. Januar 1993 als Munizip installiert.

## Geografie

### Fläche und Lage
Cruzeiro do Iguaçu liegt auf dem Terceiro Planalto Paranaense (der Dritten oder Guarapuava-Hochebene von Paraná). Seine Fläche beträgt 163 km². Es liegt auf einer Höhe von 482 Metern.

### Vegetation
Das Biom von Cruzeiro do Iguaçu ist Mata Atlântica.

### Klima
Das Klima ist gemäßigt warm. Es werden hohe Niederschlagsmengen verzeichnet (1888 mm pro Jahr). Im Jahresdurchschnitt liegt die Temperatur bei 20,5 °C. Die Klimaklassifikation nach Köppen und Geiger lautet Cfa.

### Gewässer
Cruzeiro do Iguaçu liegt im Einzugsgebiet des Iguaçu. Dieser bildet die nördliche Grenze. Wenige Kilometer unterhalb der Mündung des Chopim erzeugt im Distrikt Foz do Chopim seit 2001 das PCH Arturo Andreolli (Kleinwasserkraft) mit einer installierten Leistung von 29 MW Strom für bis zu 100.000 Haushalte. Im Osten wird das Munizip vom Rio Chopim begrenzt.

### Straßen
Cruzeiro do Iguaçu ist über die PR-473 im Norden mit Quedas do Iguaçu und im Süden mit Dois Vizinhos verbunden. Über die PR-879 kommt man im Westen nach Boa Esperança do Iguaçu.

### Nachbarmunizipien
|                         | Três Barras do Paraná                       | Quedas do Iguaçu |
| Boa Esperança do Iguaçu | Kompassrose, die auf Nachbargemeinden zeigt |                  |
|                         | Dois Vizinhos                               |                  |

## Stadtverwaltung
Bürgermeister: Leonir Antônio Gelhen, PSDB (2021–2024)
Vizebürgermeister: Valdecir Ribas Kurpel, PSDB (2021–2024)

## Demografie

### Bevölkerungsentwicklung
| Jahr | Einwohner | Stadt | Land |
| ---- | --------- | ----- | ---- |
| 2000 | 4.394     | 50 %  | 50 % |
| 2010 | 4.278     | 61 %  | 39 % |
| 2022 | 4.133     |       |      |

Quelle: IBGE, bis 2010: Volkszählungen und Volkszählung 2022

### Ethnische Zusammensetzung
| Gruppe * | 2000    | 2010    | wer sich als …                                                                   |
| --- | ------- | ------- | -------------------------------------------------------------------------------- |
| Weiße | 87,6 %  | 73,1 %  | weiß bezeichnet                                                                  |
| Schwarze | 1,5 %   | 1,1 %   | schwarz bezeichnet                                                               |
| Gelbe | 0,1 %   | 0,6 %   | von fernöstlicher Herkunft wie japanisch, chinesisch, koreanisch etc. bezeichnet |
| Braune | 10,5 %  | 25,2 %  | braun oder als Mischung aus mehreren Gruppen bezeichnet                          |
| Indigene | 0,1 %   | 0,0 %   | Ureinwohner oder Indio bezeichnet                                                |
| ohne Angabe | 0,2 %   | 0,0 %   |                                                                                  |
| Gesamt | 100,0 % | 100,0 % |                                                                                  |
| *) Das IBGE verwendet für Volkszählungen ausschließlich diese fünf Gruppen. Es verzichtet bewusst auf Erläuterungen. Die Zugehörigkeit wird vom Einwohner selbst festgelegt. |         |         |                                                                                  |

Quelle: IBGE (Stand: 1991, 2000 und 2010)

## Wirtschaft

### Landwirtschaft
Obwohl er nur knapp die Hälfte des kommunalen Bruttoinlandsprodukts erwirtschaftet, verdient der Agrarsektor besondere Aufmerksamkeit. Etwa 80 % der Bevölkerung erklärten in einer Befragung, dass sie Agrarproduktion mit einer gewissen Besorgnis betrachten. Fast alle Erzeuger stellten fest, dass der Agrarsektor des Munizips im Vergleich zu anderen Regionen Paranás rückläufig ist oder stagniert.
Fleisch, Milch und Eier sind die wichtigsten Produkte. Der größte Betrieb in der Gemeinde ist der Lebensmittelkonzern Sadia, der seinen Hauptsitz in Concórdia (Santa Catarina) hat.

### Industrie
Der Anteil der Industrie an der Wirtschaft der Gemeinde ist gering und macht weniger als 1 % des kommunalen BIP aus. Mineralien, nicht-metallische Produkte, Nahrungsmittel und der Abbau von Bodenschätzen sind die wichtigsten lokalen Verarbeitungsprodukte.

### Dienstleistungen
Der Dienstleistungssektor trägt rund 53 % zum kommunalen BIP bei (Volkszählung 2000).

### Kennzahlen
Mit einem Bruttoinlandsprodukt pro Einwohner von 27.000,68 R$ bzw. rund 6.000 € lag Cruzeiro do Iguaçu 2019 auf dem 226. Platz der 399 Munizipien Paranás.
Sein hoher Index der menschlichen Entwicklung von 0,709 (2010) setzte es auf den 184. Platz der paranaischen Munizipien.